# Вертхайм
Вертхайм (на немски: Wertheim) е град в Баден-Вюртемберг, Германия, с 23 405 жители (2015).
Намира се на границата с Бавария, на около 70 km югоизточно от Франкфурт на Майн и 30 km западно от Вюрцбург. При Вертхайм река Таубер се влива в Майн.